# Marktbach (Pielach)
Der Marktbach ist ein Bach in den Gebieten der Gemeinden Hürm und Loosdorf im Bezirk Melk in Niederösterreich. Er entspringt in Inning und verläuft dann (großteils unterirdisch) west- bis nordwestwärts durch Loosdorf, bevor er bei Albrechtsberg von links in die Pielach mündet.